# Broadway gané
A Broadway gané (eredeti címén: Broadway Bro Down) a South Park című amerikai animációs sorozat 220. része (a 15. évad 11. epizódja). Elsőként 2011. október 26-án sugározták az Egyesült Államokban a Comedy Central műsorán. Magyarországon 2012. február 21-én szintén a Comedy Central mutatta be.
Az epizódban Randy Marsh felfedezi, hogy a Broadway-musicalek rejtett üzeneteket tartalmaznak, amelyek ráveszik a nőket, hogy orális szexben részesítsék partnerüket. Ezalatt Shelly egy Larry Feegan nevű vegán sráccal kezd el randevúzni. Az epizód társírója Robert Lopez, akinek nem tüntették fel a nevét a stáblistában, azonban ekkoriban Trey Parker és Matt Stone mellett dolgozott a "The Book of Mormon" musicalen.

## Cselekmény
Randy meghallja a munkatársaitól, hogy az asszonyokat musical-előadásra kell vinni, mert utána orális szexszel kényeztetik el a férfiakat. El is viszi Sharont Denverbe a "Boszi" (Wicked) musicalre, de megdöbbenve látja, hogy az égvilágon semmi erotikus nincs benne. Megtudja egy másik nézőtől, hogy tudatalatti üzenetekkel árasztják el a nők agyát, amit a Broadway-en szubtextusnak hívnak, és hogy ne aggódjon, mert még az este meg fogja kapni a "cocóját". Amikor Randy visszatér, és figyelmesen hallgatni kezdi az előadást, azonnal feltűnik neki, hogy ez tényleg így van. Hazafelé Sharon orális szexben részesíti őt az autóban. Randy ennek hatására eldönti, hogy elviszi Sharont a Broadwayre, és megnézeti vele az összes musicalt - addig is Stant és Shelly-t rábízza Feeganékre, akik közismerten vegánok. Vacsora közben Shelley azt mondja Mr. Feegannek, hogy a fiának, Larrynek kellene eldöntenie, hogy vegán szeretne lenni vagy sem - ha néha kapna egy szelet sült húst, talán nem verné el mindenki a suliban, mondja. Larry ennek hatására magabiztosabb lesz, önállóbb, és beleszeret Shellybe.
A fantasztikus hétvége után Randy amiatt sajnálkozik, hogy miért nincs közelebb valamilyen nagyobb színház, mert a "Boszi"-t már huszonháromszor látták Sharonnal, és az épp most készül Seattle-be költözni. Ezért aztán elhatározza, hogy ő maga ír egy musicalt: a "Gempában ázó orálkirálynő" című darab nemcsak hogy az orális szexről szól, hanem kifejezetten Sharon számára ír bele közvetlenül dolgokat. Ez felkelti Stephen Sondheim, Stephen Schwartz, Andrew Lloyd Webber és Elton John figyelmét, akik magukhoz hívatják Randyt. Mindannyian sört vedelő, hipermaszkulin férfiakként vannak ábrázolva, akik a Hooters-ben esznek, és egymást "arc"-nak hívják (a valóságban Sondheim és Elton John homoszexuálisok). Kritizálják a művet, mert túlzottan direkt, és nincs benne szubtextus, pedig az az egésznek a lényege. Randy visszautasítja a megjegyzéseiket és otthagyja őket. Sondheim azonban kihívja őt egy arcpárbajra a parkolóban. A párbaj verbális sértésekből áll, a végén pedig kölcsönösen kifejezik tiszteletüket egymás iránt. Sondheim javaslatára a többiek is besegítenek a szubtextusok írásába, és átnevezik a darabot arra, hogy "A fehér ruhás nő".
Amikor Randy hazatér, és megtudja, hogy Shelly elment Larryvel a "Boszi" musicalre, sokkolódik, és azonnal elindul Denverbe. Útközben elmondja Sharonnak, hogy mi a musicalek igazi üzenete, amitől Sharon is ledöbben. Randyt először kidobják a színházból, így hát Pókember-jelmezben tér vissza: lengedezése közben kiüt több színészt és nézőt, majd véletlenül megnyit egy tűzcsapot, ami miatt félbeszakítják a darabot. Az incidens következtében Larry vízbefullad, mert nem viselte a mentőmellényt, amit az apja kényszerített mindig rá. Randy bocsánatot kér Sharontól az egészért, mire Sharon azt mondja neki, hogy igazából nem haragudhat rá olyasmiért, amit minden férfi megtesz, és ő élvezte az előadásokat. Majd a végén megkérdezi Randytől, hogy szerinte melyik darab jön legközelebb Denverbe; aki azt mondja, hogy bármelyik is, megéri az árát, mert a párok, akik megnézik, erősebbek, jobbak és sokkal boldogabbak lesznek tőle. Ekkor váratlanul megjelenik a képen "A Mormon Könyve - Lecocózlak" musical reklámja.

## Az epizód háttere
Trey Parker és Matt Stone épp nem sokkal az évad befejezése előtt fejezték be a "The Book of Mormon" musical megírását Robert Lopez segítségével. Munka közben felajánlották neki, hogy az ötleteivel segítsen be egy rajzfilmepizód elkészítésébe is. Mivel Halloween környékén érkezett a stúdiójukba, kézenfekvőnek tűnt, hogy legyen ez egy Halloween-epizód. Maga a Broadway és a musicalek addig nem is kerültek szóba, amíg egyikük fel nem vetette, hogy mi lenne, ha a rész arról szólna, hogy a musicaleket imádják a férfiak. Az epizódban elhangzó dalokat nagyon rövid idő, mindössze egyetlen nap alatt írták meg, és igyekeztek úgy csinálni, hogy ne vegyék el a játékidőt a cselekménytől (ezért szerepel több, de rövidebb dal). 

## Fordítás
- Ez a szócikk részben vagy egészben  a   Broadway Bro Down című angol Wikipédia-szócikk ezen változatának fordításán alapul.  Az eredeti cikk szerkesztőit annak laptörténete sorolja fel. Ez a jelzés csupán a megfogalmazás eredetét és a szerzői jogokat jelzi, nem szolgál a cikkben szereplő információk forrásmegjelöléseként.| - m - v - sz South Park Tizenötödik évad (2011)                                                                                                                                                                                                                                                                      | - m - v - sz South Park Tizenötödik évad (2011) |
| --- | ----------------------------------------------- |
| - 1501 – Százlábú iPad - 1502 – Viccrobot - 1503 – Királyi puding - 1504 – T.S.I. - 1505 – Crackesbaba-labda - 1506 – City Szusi - 1507 – Öregszünk - 1508 – Farburger - 1509 – Az utolsó Mehikán - 1510 – Süldő süllők - 1511 – Broadway gané - 1512 – 1% - 1513 – History Channel hálaadás - 1514 – A csóró gyerek |                                                 |